# Ген убивства
«Ген убивства» (англ. Killer Instinct) — кінофільм режисера Кена Барбета, що вийшов на екрани в 2001 році.

## Зміст
Компанія друзів збирається розважитися, влаштувавши собі незвичайні дні відпочинку. Вони приїжджають у будинок, який місцеві воліють обходити стороною через страхаючі історії, пов'язані з ним. Та, мабуть, даремно хлопці ігнорували чутки, адже тепер за безпечність їм один за іншим доведеться розплатитися життям.

## Ролі
| Актор           | Роль |
| --------------- | ---- |
| Корбін Бернсен  | -    |
| Ді Воллес-Стоун | -    |
| Пейдж Мосс      | -    |
| Джанін Мейєрс   | -    |
| Бріджітт Брукс  | -    |
| Андреа Лангі    | -    |
| Йоаким Альварез | -    |
| Скотт Роман     | -    |
| Тім Карр        | -    |
| Larry Beyah     | -    |

## Знімальна група
- Режисер — Кен Барбет
- Сценарист — Брюс Камерон, Крістофер Стоун
- Продюсер — Тоні Дідіо, Еміліо Феррарі, Філіп М. Фрост
- Композитор — Тим Джонс